# テリロジー
株式会社テリロジーは、東京都千代田区に本社を置く海外のハードウェアやソフトウェア製品の輸入販売を行う会社。企業内通信システム構築・保守が主力。
持株会社の株式会社テリロジーホールディングスが東京証券取引所スタンダード市場に上場している。

## 沿革
- 1989年 - 東京都千代田区神田にて株式会社テリロジーを設立[4]。
- 2004年12月21日 - JASDAQ証券取引所へ株式上場[4]。
- 2005年 - ネットマークス（現ユニアデックス）と資本業務提携。
- 2010年 - ジャスダック証券取引所と大阪証券取引所の合併に伴い、大阪証券取引所JASDAQ（後の東京証券取引所JASDAQ（スタンダード））に上場[4]。
- 2011年 - 香港に100%出資子会社「Terilogy Hong Kong Limited」を設立[4]。
- 2014年 - 香港子会社「Terilogy Hong Kong Limited」を精算[4]。
- 2017年 - ネクスグループと資本業務提携[4]。
- 2017年 - 自社製品「momentum」の開発部門を株式会社テリロジーワークスに分社化[4]。
- 2017年 - アイ・ティー・エックスの法人向けICTサービス部門を買収し、連結子会社株式会社テリロジーサービスウェアを設立[4]。
- 2022年 - 株式移転により純粋持株会社の株式会社テリロジーホールディングスを設立。同日、東京証券取引所スタンダード市場に株式を上場[5]。